# Siphonophora texascolens
Siphonophora texascolens är en mångfotingart som beskrevs av Chamberlin och Stanley B. Mulaik 1941. Siphonophora texascolens ingår i släktet Siphonophora och familjen Siphonophoridae. Inga underarter finns listade i Catalogue of Life.